# Stylidium scintillans
Stylidium scintillans är en tvåhjärtbladig växtart som beskrevs av Wege. Stylidium scintillans ingår i släktet Stylidium och familjen Stylidiaceae. Inga underarter finns listade i Catalogue of Life.